# Jay Wilsey
Wilbert Jay Wilsey (bekannt als Buffalo Bill, Jr.; * 6. Februar 1896 in St. Francisville, Missouri; † 25. Oktober 1961 in Los Angeles, Kalifornien) war ein US-amerikanischer Schauspieler.

## Leben
Wilsey arbeitete als Rodeoreiter und für Westernshows, als er den Chef der Produktionsfirma Action Pictures kennenlernte. Lester F. Scott, jr. verpflichtete ihn als Darsteller in Stummfilmwestern und gab ihm den Leinwandnamen Buffalo Bill, Jr. Für die Vertriebsfirmen Artclass und Pathé wirkte er in rund dreißig Filmen mit, daneben auch in zwei Serials der Universal Pictures. Anschließend spielte er in fünfzehn äußerst preiswert produzierten Tonfilm-Streifen mit, die zu den ersten (und schlechtesten) mit Ton gedrehten ihres Genres gehören. Anschließend arbeitete er unter ähnlich schmalen finanziellen Bedingungen für Denver Dixon.
Ab 1934 wechselte Wilson zu Nebenrollen; dabei spielte er u. a. in vier Filmen neben John Wayne, mit dem er bis zu seinem Tode befreundet blieb (und in dessen Big Jim McLaine er seine letzte Kinorolle spielte). Später war er bei Columbia Pictures für Bob Allen-Filme, bei PRC für einige Lone-Rider-Werke und wieder bei Columbia als Charakterdarsteller in der Charles-Starrett-Reihe zu sehen. Oftmals war er bei diesen Gelegenheiten auch als Stunt-Double für die Hauptdarsteller tätig. In etwa sechzig Filmen der Tonzeitära kann Wilson identifiziert werden.
Nach Ende seiner Zeit als Darsteller baute sich Wilson ein Schiff und verbrachte mit seiner Frau viel Zeit beim Segeln.

## Filmografie (Auswahl)
- 1932: Der Mann ohne Furcht (Hidden Gold)
- 1934: Das Gesetz des Stärkeren (The Lawless Frontier)
- 1934: Unter dem Himmel von Arizona (’Neath the Arizona Skies)
- 1935: Im Tal des Regenbogens (Rainbow Valley)